# Bloomer (Wisconsin)
Bloomer ist eine Kleinstadt (mit dem Status „City“) im Chippewa County im US-amerikanischen Bundesstaat Wisconsin. Im Jahr 2010 hatte Bloomer 3539 Einwohner.
Bloomer ist Bestandteil der Metropolregion Eau Claire–Chippewa Falls Metropolitan Area.

## Geografie
Bloomer liegt im Westen Wisconsins, beiderseits des Duncan Creek. Dieser ist ein Nebenfluss des in den Mississippi mündenden Chippewa River. Die geografischen Koordinaten von Bloomer sind 45°06′08″ nördlicher Breite und 91°29′20″ westlicher Länge. Das Stadtgebiet erstreckt sich über eine Fläche von 8 km², die sich auf 7,6 km² Land- und 0,4 km² Wasserfläche verteilen. Die Stadt ist im Osten, Süden und Westen von der Town of Woodmohr sowie im Norden von der Town of Bloomer umgeben.
Benachbarte Orte von Bloomer sind New Auburn (14,3 km nordnordwestlich), Jim Falls (23,6 km ostsüdöstlich), Eagle Point (14,1 km südöstlich), Colfax (27,9 km südwestlich) und Sand Creek (21,8 km nordwestlich).
Die nächstgelegenen größeren Städte sind Green Bay (322 km östlich), Wisconsins Hauptstadt Madison (326 km südöstlich), Eau Claire (40,2 km südlich), La Crosse (174 km in der gleichen Richtung), Rochester in Minnesota (187 km südwestlich), die Twin Cities in Minnesota (163 km westlich) und Duluth am Oberen See in Minnesota (211 km nördlich).

## Verkehr
Der vierspurig ausgebaute U.S. Highway 53 führt in Nord-Süd-Richtung entlang der westlichen Stadtgrenze von Bloomer. Der Wisconsin State Highway 40 führt als Hauptstraße durch das Zentrum von Bloomer. Alle weiteren Straßen sind untergeordnete Landstraßen, teils unbefestigte Fahrwege oder innerörtliche Verbindungsstraßen.
Für den Frachtverkehr führt in Nordost-Südwest-Richtung eine Eisenbahnstrecke der Union Pacific Railroad durch das Stadtgebiet von Bloomer.
Mit dem Chippewa Valley Regional Airport in Eau Claire befindet sich 34,5 km südlich der nächste Flughafen.

## Bevölkerung
Nach der Volkszählung im Jahr 2010 lebten in Bloomer 3539 Menschen in 1562 Haushalten. Die Bevölkerungsdichte betrug 465,7 Einwohner pro Quadratkilometer. In den 1562 Haushalten lebten statistisch je 2,25 Personen. 
Ethnisch betrachtet setzte sich die Bevölkerung zusammen aus 97,9 Prozent Weißen, ß,3 Prozent Afroamerikanern, 0,2 Prozent amerikanischen Ureinwohnern, 0,3 Prozent Asiaten sowie 0,3 Prozent aus anderen ethnischen Gruppen; 1,0 Prozent stammten von zwei oder mehr Ethnien ab. Unabhängig von der ethnischen Zugehörigkeit waren 0,8 Prozent der Bevölkerung spanischer oder lateinamerikanischer Abstammung. 
23,1 Prozent der Bevölkerung waren unter 18 Jahre alt, 57,9 Prozent waren zwischen 18 und 64 und 19,0 Prozent waren 65 Jahre oder älter. 53,0 Prozent der Bevölkerung war weiblich.
Das mittlere jährliche Einkommen eines Haushalts lag bei 44.063 USD. Das Pro-Kopf-Einkommen betrug 23.251 USD. 9,5 Prozent der Einwohner lebten unterhalb der Armutsgrenze.